# Hồng Tháp
Hồng Tháp (tiếng Trung: 红塔区), Hán Việt: Hồng Tháp khu là một quận nội thành thuộc địa cấp thị Ngọc Khê, tỉnh Vân Nam, Cộng hòa Nhân dân Trung Hoa. Tọa độ 24°08'-24°32' vĩ bắc, 102°17'-102°41' kinh đông. Quận này có diện tích 1.004 km², dân số năm 2003 là 380.000 người. Chính quyền huyện đóng ở đường Hồng Tháp. Quận này được thành lập tháng 12 năm 1997.

## Các đơn vị hành chính

### Cácnhai đạo
- Ngọc Hưng Lộ (玉兴路)
- Ngọc Đái Lộ (玉带路)
- Phượng Hoàng Lộ (凤凰路)

### Trấn
- Bắc Thành (北城)
- Đại Doanh Nhai (大营街)
- Nghiên Hòa (研和)
- Lý Kỳ (李棋)
- Xuân Hòa (春和)
- Cao Thương (高仓)

### Hương
- Lạc Hà (洛河)
- Tiểu Thạch Kiều (小石桥)